# پیوند عاطفی
در روان‌شناسی، پیوند عاطفی (به انگلیسی: Affectional bond)، نوعی رفتار دلبستگی است که یک فرد نسبت به فرد دیگر دارد، معمولاً مراقب خود یا فرزندش است، که در آن دو شریک تمایل دارند تا در مجاورت یکدیگر باقی بمانند. این اصطلاح در طول چهار دهه، از اوایل دهه ۱۹۴۰ تا اواخر دهه ۱۹۷۰، توسط روان‌شناس جان بولبی در کار خود در مورد نظریه دلبستگی ابداع شد و متعاقباً گسترش یافت. به گفته بولبی، هسته اصلی واژه پیوند عاطفی، جذابیتی است که یک فرد برای فرد دیگر دارد. ویژگی‌های اصلی مفهوم پیوند عاطفی را می‌توان در مقاله بولبی در سال ۱۹۵۸، «ماهیت پیوند کودک با مادرش» جستجو کرد.

## پنج معیار
بالبی به پیوندهای دلبستگی به عنوان نوع خاصی از پیوند «عاطفی» اشاره کرد، همان‌طور که توسط او و روان‌شناس رشد مری آینزورث توصیف شده‌است. او پنج معیار برای پیوندهای عاطفی بین افراد و معیار ششم برای پیوندهای دلبستگی ایجاد کرد:
1. یک پیوند عاطفی پایدار است، نه گذرا.
2. یک پیوند عاطفی شامل یک فرد خاص است که با هیچ‌کس دیگری قابل تعویض نیست.
3. یک پیوند عاطفی شامل رابطه‌ای است که از نظر عاطفی مهم است.
4. فرد مایل است تا نزدیکی یا تماس خود را با فردی که با او رابطه محبت‌آمیز دارد حفظ کند.
5. فرد در جدایی غیرارادی از خود احساس غم یا ناراحتی می‌کند.
6. (پیوند دلبستگی) فرد احساس تنهایی می‌کند و نمی‌تواند روابط و دوستی‌های طولانی‌مدت دیگری ایجاد کند.

پیوند دلبستگی یک معیار اضافی دارد: فرد به دنبال امنیت و آسایش در رابطه است.